# John Rous (1er comte de Stradbroke)
Pour les articles homonymes, voir Stradbroke (homonymie).
John Rous, 1er comte de Stradbroke (30 mai 1750 - 27 août 1827), connu sous le nom de Sir John Rous, baronnet, de 1771 à 1796 et sous le nom de Lord Rous de 1796 à 1821, est un noble britannique, propriétaire de chevaux de course et membre de Parlement. 

## Biographie
Il est le fils de Sir John Rous, 5e baronnet, et lui succède comme sixième baronnet à sa mort en 1771. En 1780, il est élu à la Chambre des communes pour le Suffolk, siège qu'il occupe jusqu'en 1796. La dernière année, il est élevé à la pairie en tant que baron Rous, de Dennington dans le comté de Suffolk. En 1821, il est nommé vicomte Dunwich, dans le comté de Suffolk, et comte de Stradbroke, dans le comté de Suffolk. Lord Stradbroke possède un haras dans le Suffolk et remporte les 2 000 Guinées de 1815 avec le poulain Tigris.
Il épouse Charlotte Maria Whittaker le 23 février 1792 au 11 Manchester Square, Londres, Angleterre .
Lord Stradbroke meurt en août 1827, à l'âge de 77 ans, et est remplacé dans ses titres par son fils aîné John. Son deuxième fils, Henry John Rous (en), devient amiral dans la Royal Navy et steward renommé du Jockey Club.